# 格利尼斯特島
格利尼斯特島是俄羅斯的島嶼，屬於北地群島的一部分，位於共青團員島以東的拉普捷夫海，由克拉斯諾亞爾斯克邊疆區負責管轄，長1公里、寬0.4公里，島上無人居住。